# Piscina Mirabilis

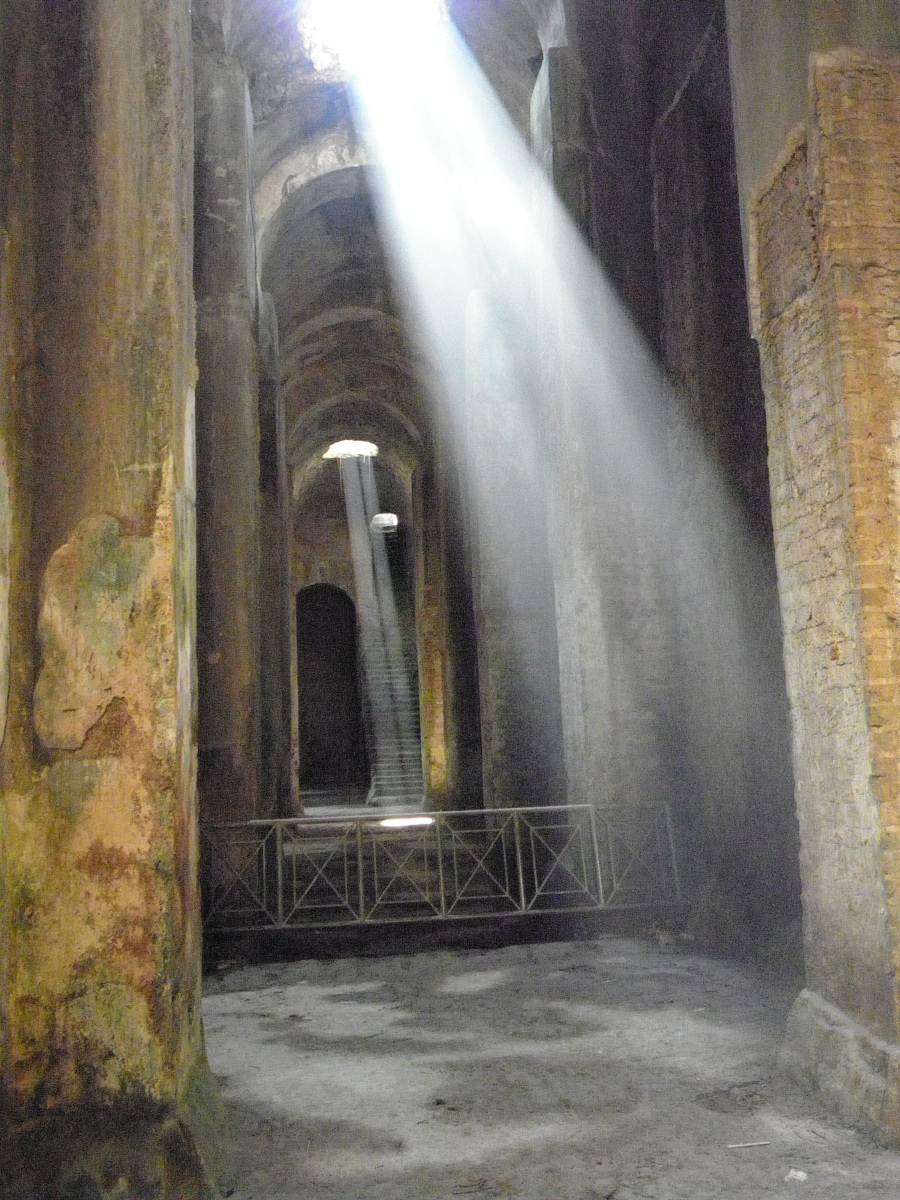
Binnenzicht

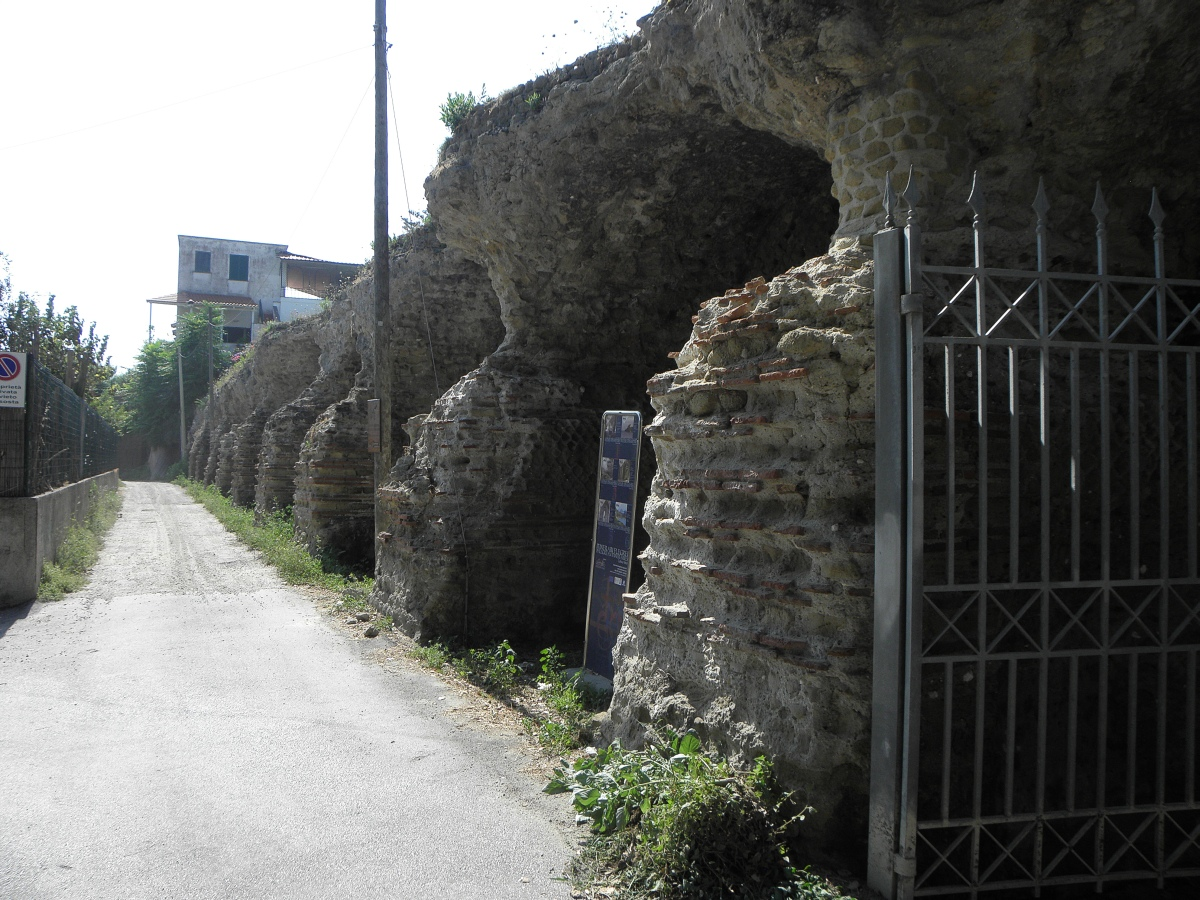
Buitenzicht

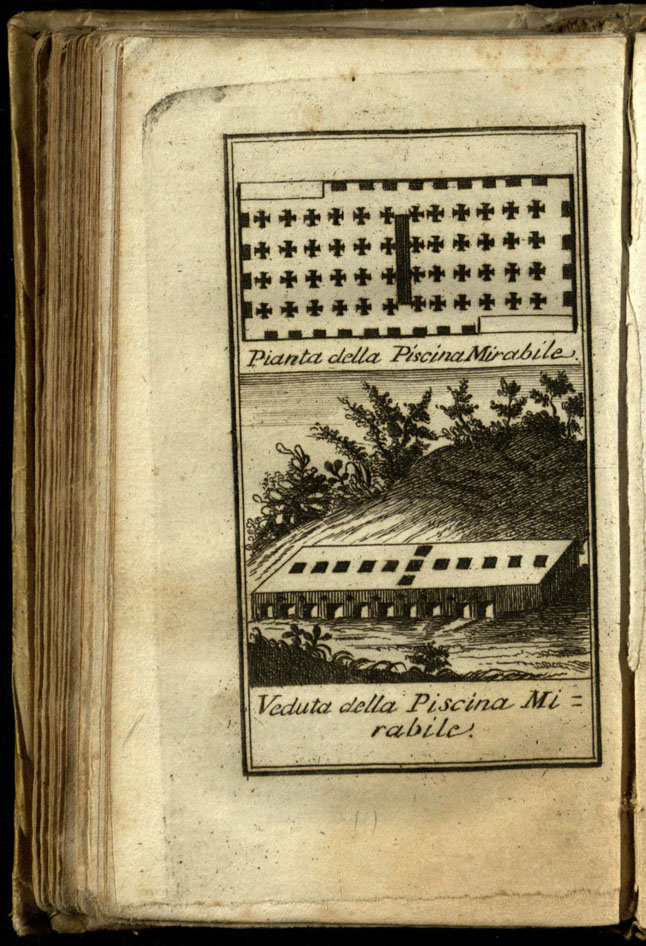
Tekening van de Piscina Mirabilis (18e eeuw)

De Piscina Mirabilis was een waterkelder (1e eeuw) uit de Romeinse Tijd en bevond zich in de plaats Miseno, destijds Misenum genoemd door de Romeinen. Miseno is een havenstadje in de Italiaanse regio Campania en ligt nabij Napels. De naam Piscina Mirabilis komt evenwel van Petrarca (14e eeuw) omdat deze het waterbekken wonderbaarlijk mooi noemde.

## Historie
Keizer Augustus liet de waterkelder aanleggen als het drinkwaterreservoir voor de Classis Misenensis, ofwel de Romeinse vloot in de Tyrreense Zee, met als haven Misenum. De Piscina Mirabilis ligt ten dele onder de grond en deels boven de grond. Het is 15 meter hoog, wat de totale hoogte is boven de grond en ondergronds. De lengte bedraagt 70 meter en de breedte 25 meter. 
Het hele waterbekken wordt gedragen door 48 zuilen. De inhoud van de waterkelder was 10.700 kubieke meter water. Er waren twee trappen om ondergronds het water te inspecteren.
De Piscina Mirabilis werd gevoed door drinkwater aangevoerd via de Aqua Augusta, een aquaduct dat keizer Augustus liet aanleggen. Dit aquaduct was zelf deel van een groter netwerk van aquaducten dat water aanbracht naar de grotten van Napels en verder naar Campi Flegrei, tot in Misenum. In het aquaduct kon een man rechtop staan, wat aangeeft wat het debiet was voor het drinkwaterreservoir.
In de loop van de 16e eeuw werden het aquaduct, de ondergrondse cisternen en de Piscina Mirabilis verlaten. Tijdens de Tweede Wereldoorlog kwamen inwoners schuilen voor de luchtbombardementen op Napels.
- Virtual International Authority File: 335159474185427661644